# Adam O’Farrill

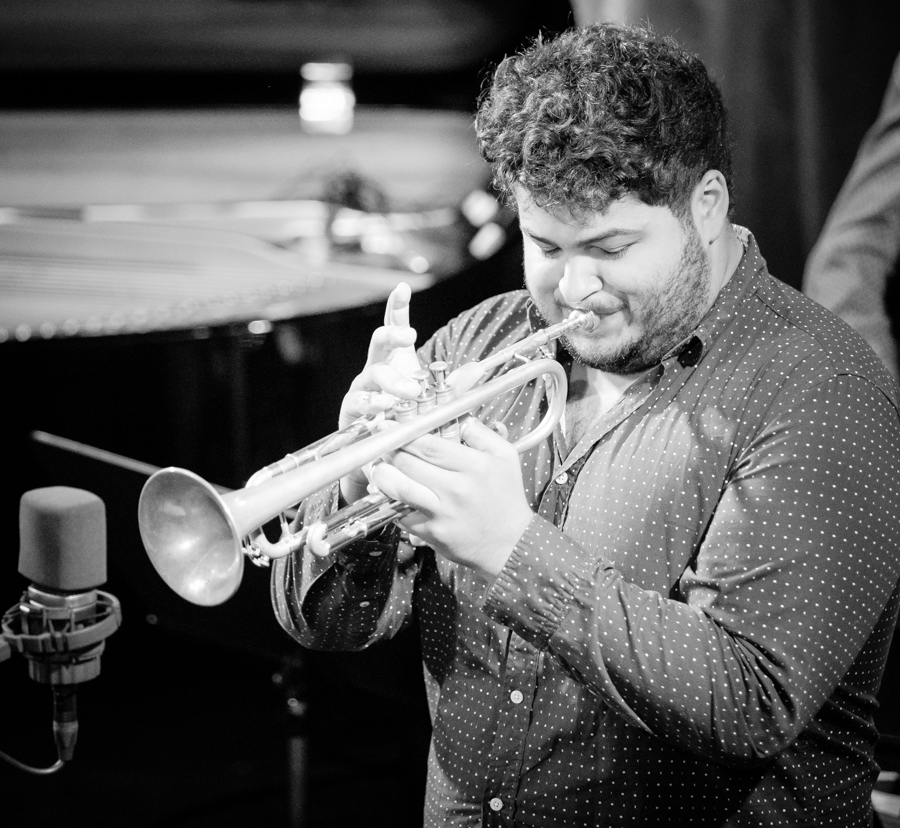
Adam O’Farrill (2018)

Adam O’Farrill (New York, 8 september 1994) is een Amerikaanse jazztrompettist, -arrangeur en componist.

## Biografie
O’Farrill werkte in de jazzscene van New York, o.a. in  het Afro-Latin Jazz Orchestra van zijn vader Arturo O'Farrill en met zijn oudere broer Zack O'Farrill in de band The O'Farrill Brothers (album: Giant Peach, 2011). Verder was hij actief met Rudresh Mahanthappa (Bird Calls, 2015) en Stephen Crump (Rhombal, 2016). In de jazz speelde hij tussen 2008 en 2017 mee op elf opnamesessies. Onder eigen naam verscheen in 2016 zijn debuutalbum Stranger Days (Sunnyside Records), een plaat in de postbop-traditie. In 2014 won hij een prijs in de Thelonious Monk International Jazz Competition.